# Siemens (unitate de măsură)
Siemensul este, în Sistemul internațional de unități, SI, unitatea de măsură pentru conductanță și admitanță, mărimi inverse ale rezistenței electrice. Are simbol litera S. Din definirea de mai sus se deduce, că siemensul este unitate de măsură inversă ohmului, unitatea de măsură a rezistenței electrice. A 14-a Conferință Generală de Măsuri și Greutăți a aprobat adăugarea Siemensului ca o unitate derivată în 1971.
Unitatea este denumită în cinstea lui Ernst Werner von Siemens. Ca și în cazul fiecărei unități din SI al cărei nume este derivat din numele propriu al unei persoane, prima literă a simbolului său este S majusculă; „s” minusculă este simbolul secundei.

## Definiții
Pentru un element conductor sau semiconductor cu rezistență electrică R, conductanța G este definită ca
{\displaystyle G={\frac {1}{R}}={\frac {I}{V}}}
unde I este curentul electric prin obiect și  V este tensiunea electrică (diferența potențialului electric) de peste obiect.
Unitatea siemens pentru conductanța G este definit prin
{\displaystyle \mathrm {S} =\Omega ^{-1}={\dfrac {\mathrm {A} }{\mathrm {V} }}}
unde Ω este ohm, A este amper și V este volt.
Pentru un dispozitiv cu o conductanță de unu siemens, curentul electric prin dispozitivul va crește cu un amper pentru fiecare creștere cu un volt a diferenței de potențial electric din dispozitiv.
Conductanța unui rezistor cu o rezistență de cinci ohmi, de exemplu, este (5 Ω)−1, care este egală cu 200 mS.